# Маями Бич 2: Посока Лос Анджелис
„Маями Бич 2: Посока Лос Анджелис“ (на румънски: Miami Bici 2: Los Angeles) е румънска криминална комедия от 2023 година на режисьора Хесус дел Серо по сценарий на Алекс Котет. Във филма участват Кодин Матичук, Матей Дима, Дани Трехо и Шарлот Маккини. Той е продължение на „Маями Бич“ (2020). Премиерата на филма излиза по кината в Румъния на 24 ноември 2023 г., и в България на 26 януари 2024 г. от „Александра Филмс“.